# (10089) Turgot
(10089) Turgot est un astéroïde de la ceinture principale.

## Description
(10089) Turgot est un astéroïde de la ceinture principale. Il fut découvert par Eric Walter Elst le 22 septembre 1990 à l'ESO. Il présente une orbite caractérisée par un demi-grand axe de 2,37 UA, une excentricité de 0,199 et une inclinaison de 3,32° par rapport à l'écliptique.
Il fut nommé en hommage à l'économiste français Anne Robert Jacques Turgot (1727-1781).

## Compléments